# Cassaforma rampante

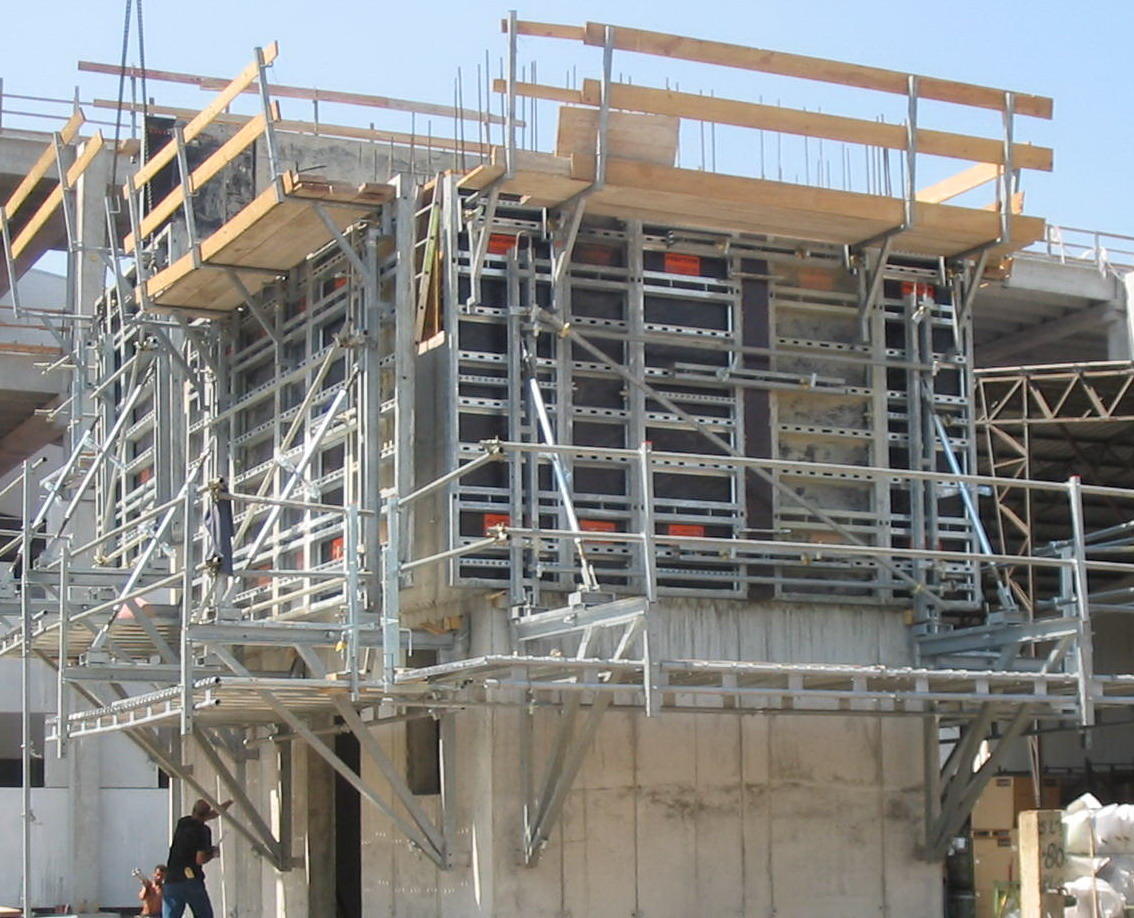
Cassaforma rampante

Le cassaforme rampanti vengono utilizzate per getti in verticale senza l'ausilio di ponteggi. Questa tipologia permette di gettare il calcestruzzo ad altezze elevate con il sostegno di mensole rampanti dotati volendo, anche di sistemi idraulici.
Varie sono le tipologie adottate e le varianti in essere ma la cosa che non muta fra tutte le varietà di cassaforma rampante è il materiale a perdere (per materiale a perdere si intende quel materiale non recuperabile per ogni fase di getto atta a sopportare, in questo caso, il solo peso della cassaforma rampante).
Se la mensola rampante funziona solo come appoggio cassero a doppia faccia, si può parlare di cassaforma semi-rampante.
Se mensola rampante e cassero vengono traslati come un unico blocco in verticale, si parla di cassaforma rampante.
Se mensola rampante e cassero vengono traslati come un unico blocco in verticale ma monofaccia si parlerà di mensola diga.